# IX. Icsikava Dandzsúró
IX. Icsikava Dandzsúró (九代目 市川 團十郎, Hepburn: Kudaime Ichikawa Danjūrō; Edo, 1838. november 29.  – Tokió, 1903. szeptember 19.) a kabuki egyik kiemelkedő színésze és meghatározó alakja volt főleg a Meidzsi-restauráció idején. Az Icsikava Dandzsúró vérvonal kilencedik és egyben utolsó tagja. Az általa kigondolt és véghezvitt újításoknak köszönhetően maradt fent ez a neves műfaj a másik három klasszikus ( nó, a kjógen és a bunraku ) mellett.

## Élete
1838. november 29-én született Szakai városban, Fukui prefektúrában, Edoban édesapja, VII. Icsikava Dandzsúró ötödik fiaként. Születésekor a Hidesi Horikosi (Hepburn: Hideshi Horikoshi) nevet kapta. Mivel szülei nem voltak legálisan házasok, Hidesit hét napos korában örökbe fogadta a Kavarazakiza színház igazgatója, VI. Kavarazaki Gonnoszuke (Hepburn: VI. Kawarazaki Gonnosuke). Apjától szigorú nevelést  kapott a művészet terén.
1845-ben, mindössze hétévesen mutatta meg először színészi tehetségét Kavarazakiza színpadán, ahol kiérdemelte a III. Kavarazaki Csódzsúró nevet. Mint a Kavarazakiza örököse, már ilyen fiatalon lehetősége nyílt különböző szerepek elvállalására, hiszen ily módon szerzett színészi tapasztalatot. 1952-ben megszerezte az I. Kavarazaki Gondzsúró nevet az Icsi no Tani Futaba Gunki című darab szereplőjeként, Hacusima Goróként nyújtott alakításért. Sajnálatos módon két évvel később idősebb testvére, VIII. Icsikava Dandzsúró öngyilkosságot követett el. A következő év októberében egy természeti katasztrófa, az Ansei földrengés elpusztította Edo jelentős részét, s vele együtt a Kavarazakizát is. Gondzsúró és apja kénytelenek voltak az Icsimurazában továbbtevékenykedni. 1858-ban, húszévesen játszott először főszerepet az Icsimurazában bemutatott, II. Kavatake Sinsicsi által megírt Edo Zakura Kijomizu Szeigen című darabban. 1859 harmadik holdhónapjában vér szerinti apja, VII. Icsikava Dandzsúró elhunyt. Ugyanebben az évben Gondzsúró először játszotta el Muszasibó Benkei szerepét a Kandzsincsó című darabban.
1868-ban örökbefogadó apját halálra szúrta egy tolvaj. Gondzsúró megfogadta, hogy apja utolsó kívánságának eleget téve újraépíti a családi színházat, a Kavarazakizát. A következő évben felvette a VII. Kavarazaki Gonnoszuke nevet és az Icsimuraza zagasirája, azaz a színtársulat vezetője lett. Tetteinek és szerepléseinek következtében vált a legrangosabb és legtiszteltebb kabuki színésszé. 
1873 szeptemberében sógora, Fukudzsiro kiérdemelte a VIII. Kavarazaki Gonnoszuke nevet, ő pedig Kavarazaki Szansó lett. 1874 júliusára befejeződött a Kavarazakiza újjáépítése. Mivel ezzel teljesítette az apjával szembeni kötelezettségeit, visszatért eredeti családjához és 37 évesen felvette a IX. Icsikava Dandzsúró nevet, amit VIII. Icsikava Dandzsúró halála óta senki sem érdemelt ki. 
1876-ban ő lett a Moritaza vezető színésze. A színházat sajnos számos tűzeset és áttelepítés érte, ezért egy időre bezárták, s 1878-ban nyitották meg újra, mint Tokió első modern színháza, Sintomiza néven. Radikális reformok sorozatát kísérelte meg a kabuki színpadon és színészkedésben, a játékban, új, realisztikus "élő történelem" stílusú, kacurekigeki (Hepburn: katsurekigeki) darabokban játszott. Eleinte azonban a közönség ellenállt az új színháznak, így Dandzsúró hírneve visszaesett. A következő években felhagyott a színház vezetésével és  olyan vidéki tartományokban turnézott, mint Kózuke és Simocuke. 
1881-ben tért vissza Edoba. 1883 májusában játszotta el Fudó Mjó szerepét, aki egy fontos szimbólum a Naritaja (Hepburn: Naritaya) egyesületnek. A Naritaja társulat I. Icsikava Dandzsúró által lett megalapítva, ez volt az első neves céh a kabuki történelmében. Elnevezése a Narita Fudószon templomból származott, amely Fudó Mjó istenség (buddhizmusban Acsala) kultuszának szentelt. 
Ötvenéves korában felkérték, hogy V. Onoe Kikugoróval, a kor másik kiemelkedő kabuki színészével és riválisával, valamint I. Icsikava Szadandzsival közösen adjanak elő Meidzsi császárnak egy kabuki darabot Inoue Kaoru külügyminiszter házában. A hatalmas áttörést jelentő előadást 1887. április 26-án mutatták be az uralkodónak. Következményképpen 1890-ben Ginzában megnyitották a Kabukizát. Ezután nem sokkal, 1898. május 25-én Dandzsúró összeállította és kiadta a Sin Kabuki Dzsúhacsibant (新歌舞伎十八番, Hepburn: Shin Kabuki Juuhachiban), ami az általa legjobbnak tartott, a Meidzsi-korszak kabukijára jellemző 18 darab gyűjteménye.
1894 körül Dandzsúró visszavonult és inkább a hagyományos stílusú előadásokban lépett fel. Az "élő történelem" kabuki sikerének hatására kifejlesztett egy új stílust, a harageit. 1899-ben alakította utoljára Muszasibó Benkeit a Kabukiza színpadán. Ugyanebben az évben ő és V. Onoe Kikugoró az első kabuki színészek, akik először jelentek meg filmen, a Momidszigariban.
1903 májusában lépett utolsó alkalommal színpadra, amikor három szerepet is játszott, többek között Tokugava Iejaszut is. Végül 1903. szeptember 13-án, 66 évesen hunyt el Tokióban. Szobrot kapott  Aszakuszában, Tokió prefektúrában a Szenszódzsi buddhista templom közelében.

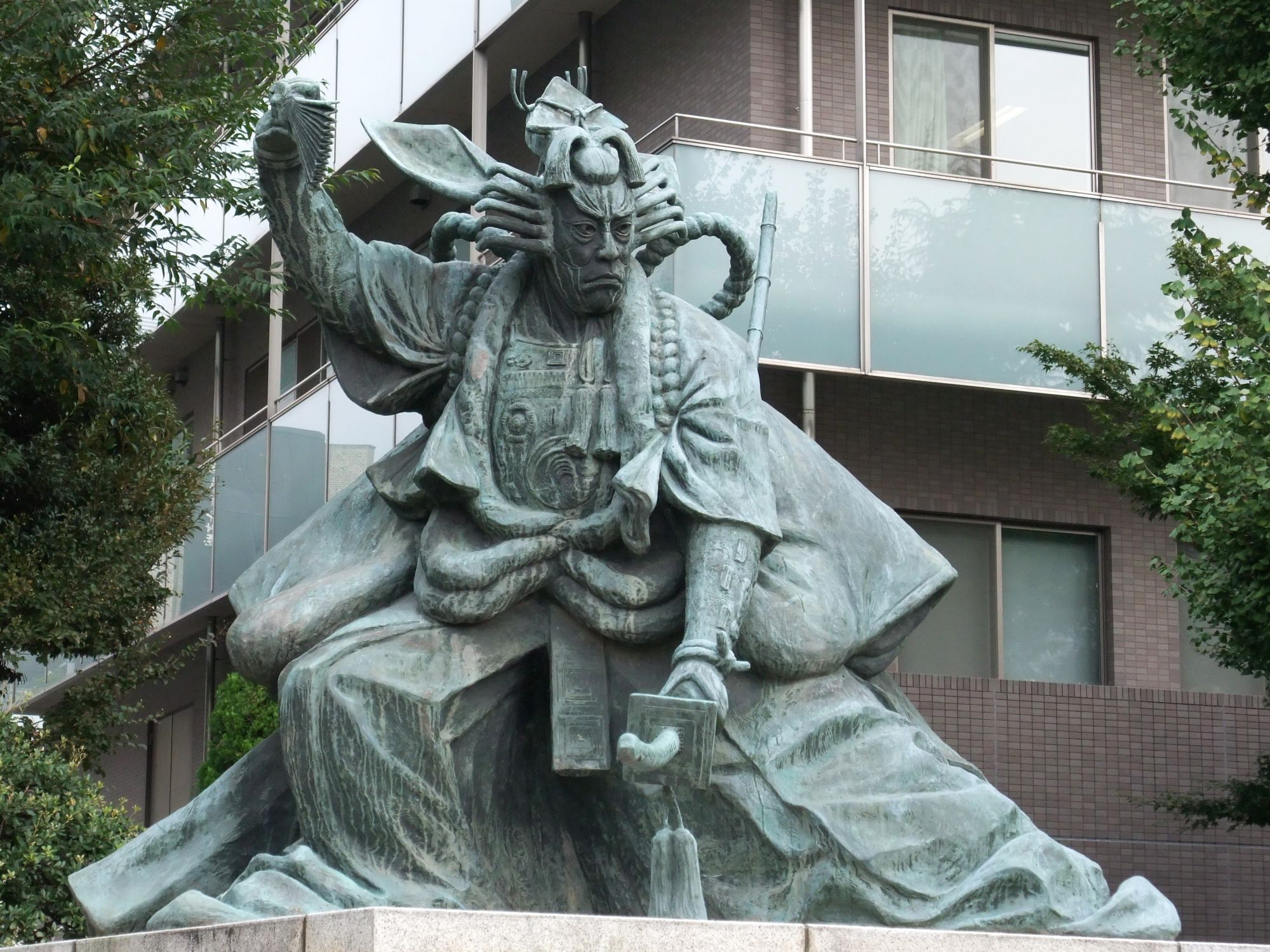
IX. Icsikava Dandzsúró szobra Aszakuszában. A színész éppen Kamakura Gongoró alakját jeleníti meg a Sibaraku című műből.

## A kabuki megreformálása
IX. Icsikava Dandzsúró által kifejlesztett szerepek és előadásmódok a mai napig tiszteletben vannak tartva, gyakran használják a jelenkor kabuki színészei is. Közreműködött abban, hogy nagymértékben felemelje a kabuki színészek társadalmi helyzetét. A kabuki évszázadokon át a közemberek szórakozása volt, lehetetlennek bizonyult, hogy magas rangú miniszterek vagy esetleg maga az uralkodó lásson egy darabot is, hiszen a felsőbb réteg inkább a szintén régi, nagy múlttal rendelkező nó előadásokban lelte örömét.
A 19 és 20. század fordulóján a kabuki színészeknek dacolnia kellett a régóta, Izumo no Okuni fellépésétől kezdve fennálló belső monarchiával, ami a feudális értékeken alapult. Meidzsi császár hatalomra jutása után nem csak a politikát, a társadalmat, az öltözködést reformálta meg nyugati mintára, hanem a színházat is. Nyugati világra jellemző kellékek, előadásmód, darabok és formák váltak mérvadóvá Japánban. A hagyományos, elmaradottabb műfajokat, mint a kabuki,  igyekeztek eltörölni. A nó, mivel uralkodói kedvelt műfaj volt, kivételnek számított. IX. Icsikava Dandzsúró minden erejével azon volt, a kabukit is erre az elismert fokozatra emelje. Minderre lehetősége nyílt  1888. április 26-án, mikor a japán történelemben először látott az uralkodó kabukit. A császárnak előadott műsor eredményeként megváltozott a nyilvánosság, a közönség hozzáállása a kabuki és a színészek iránt. Eltörölték a színészekre eddig használt jakusa kifejezést, melynek jelentése inkább pejoratív, lenéző az előadókra nézve és helyette elfogadták haiju megnevezését, ami egy udvarias szó.
A kabuki színészek ruházatát megváltoztatta a ma is használt, roppantul széles és bő hakamara ( ogucsi-hakama). Megalkotta a rövid hajú kabukit, modern, közvetlenül nyugati nyelvről lefordított kifejezéseket használtak, mint például a librettó (szövegkönyv) vagy maga a színész, színház, darab szavak. Kiemelkedő újítása a kacurekigeki, vagyis az élő történelem dráma. Ezekben a darabokban egyszerre jelentek meg a múlt és a jelenkor eseményei, egyszerre volt hagyományos és modern. Ilyen darabok például a Dzsisin Kátó, a Sigemori Kangen, a Takatoki vagy a Kaszuga no Cubane. Másik újítása, amit érdemes megnevezni, a haragei előadásmód. A haragei stílusú darabok pszichológiai témákat érintenek, dolgoznak fel.
A 19. században eredeti családja kabuki színésztanoncok számára nyitott egy tánciskolát, az Icsikava Rjűt (Hepburn: Ichikawa Ryuu). Először bátyja, VIII. Icsikava Dandzsúró, majd a Meidzsi-restauráció idején IX. Icsikava Dandzsúró koreografált itt olyan táncokat, mint például a Momidzsigari, a Kagamidzsisi vagy a Ninin Bakama. Halála előtt az iskolát átadta idősebb lányának, II. Icsikava Szuiszennek.
Az újítások ellenére a kabuki mégis kezdte elveszíteni értékét és közönségét a film és más modern drámai formával szemben. Ebben a helyzetben egy nagy jövőjű, kiotói szórakoztató társaság, a Sócsiku – ami jelen korunkban Japán egyik legnagyobb filmgyártó vállalataként ismert és a mai napig számos kabuki előadást mutat be –  felbukkanása jelentette a megoldást. A cég felvásárolta a nagyobb színházakat szerte Japánban és megszerezte a fennhatóságot, az irányítást a kabuki produkciók felett is. Utasítást adott ki minden vezető színésznek, IX. Icsikava Dandzsúrónak is, hogy erősítsék meg hatalmukat a középrendű, egyszerű színészek felett, rövidítsék meg az előadások hosszát, illetve rendezzenek úgy műsorokat, hogy a legdrámaibb jelenetek a klasszikus játékok választéka közül eljátszhatóak legyenek.
A Sócsikuval létrehozott szövetségnek köszönhetően a korai 20. századra IX. Icsikava Dandzsúró célja, hogy a kabukit Japán nemzeti, klasszikus színházzá alakítsa, nagymértékben megvalósult. Sikerének iróniája, hogy míg megszilárdította a kabukit, elmulasztotta bemutatni örökösét, s ezzel megszakadt a csaknem két évszázadig tartó, edo és tokiói kabuki felett uralkodó Icsikava család neves vérvonala. Több, mint ötven évig, 1903 és 1962 között működött a kabuki Dandzsúró nélkül. Veje, V. Icsikava Szansó 1901-ben került a színész Icsikava családba, mégis csak 1913-ban kezdett el színjátszással foglalkozni. Azonban nem tett sokat a kabukiért, az őt követő XI. Icsikava Dandzsúró kiemelkedőbb volt ebből a szempontból.

## Momidzsigari
A Momidzsigari (Hepburn: Momijigari) című filmet Sibata Cunekicsi forgatta 1899 novemberében a kor két legelismertebb és legtiszteltebb kabuki színész, V. Onoe Kikugoró és IX. Icsikava Dandzsúró főszereplésével. A film a híres, élő történelem stílusú Momidzsigari kabuki darabot dolgozza fel mindössze három perc és ötven másodperc alatt. Az alkotás a legrégebbi, legelső japán film. A film azt a jelenetet mutatja be, mikor Taira no Koremori, akit V. Onoe Kikugoró alakít, legyőzi a magát Szarasina hercegnőnek álcázó női démont, vagyis IX. Icsikava Dandzsúró karakterét.  
IX. Icsikava Dandzsúró kérésére a felvétel csak halála után, 1903-ban lett nyilvánosságra hozva. Eleinte megvetette a filmet és az egyre fejlődő, modern médiát, majd végül meggyőződött arról, hogy ez a közös performansz fontos hagyaték lesz az utókor számára. Dandzsúró azzal a feltétellel egyezett bele a forgatásba, hogy a filmet senki nem láthatja haláláig, valamint személyes gyűjteményének, hagyatékának része marad. Azonban, mikor betegség miatt nem tudott megjelenni az oszakai Nakaza színpadán, helyette lejátszották a felvételt, amit Dandzsúró csak egyszer engedett leforgatni. Ő maga csak egy évvel a forgatás után látta a filmet.  

## Szerepei, fellépései
- Hacusima Goró, Icsi-no-Tani Futaba Gunki, Kavarazakiza, 1852
- Macubaya Bunzó, Csókicsói és Jonoszuke, Nezumi Komon Haru no Singata, Icsimuraza, 1857
- Obó Kicsisza és Kyósin szerzetes, Ami Moyó Tóro no Kikukiri, Icsimuraza, 1857
- Usivaka Dendzsi és Kinokunija Bunzaemon, Edo Zakura Kijomizu Szeigen, Icsimuraza, 1858
- Jaegaki Monzó rónin, Koszode Szoga Azami no Ironui, Icsimuraza, 1859
- Muszasibó Benkei, Kandzsincsó, Icsimuraza, 1859
- Dzsicugecuszei Csúja no Orivake, Kijomoto tánc, Icsimuraza, 1859
- Obó Kicsisza, Szannin Kicsisza Kuruva no Hacugai, Icsimuraza, 1860
- Haszebe Tatevaki és Taga no Tairjó, Kagamijama Gonicsi no Ivafudzsi, Icsimuraza, 1860
- Sinzaburó, Hacsiman Macuri Jomija no Nigivai, Icsimuraza, 1860
- Abe no Jasuna, Na o Cuide Sinoda no Jomeiri, Icsimuraza, 1861
- Umeómaru, Szugavara Dendzsu Tenarai Kagami, Icsimuraza, 1861
- Hanakavado Szukeroku, Szukeroku Jukari no Edo Zakura, Icsimuraza, 1862
- Tadanobu Rihei, Aoto Zósi Hana no Nisikie, Icsimuraza, 1862
- Kató Kijomasza, Momojama Monogatari, Icsimuraza, 1869
- Dzsiraija, Hórai Iszan Szoga no Kaomisze, Moritaza, 1871
- Joszaburó, Cuki no En Maszu no Igaguri, Moritaza, 1872
- Maszakijo, Zóho Momojama Monogatari, Murajamaza, 1873
- Szakai Szaemon, Okabe Nagasige és Torii Tadamoto, Taiko no Oto Csijú Szanrjaku, Murajamaza, 1873
- Bingo no Szaburó, Vada Masatô és Kusunoki Masanari, Shinbutai Iwao no Kusunoki, Kawarazakiza, 1874
- Kócsijama Szósun, Kumo no Ueno Szan'e no Szakumae, Kavarazakiza, 1874
- Muszasibó Benkei, Kandszincsó, Nakamuraza, 1875
- Inugai Genpacsi, Nanszó Szatomi Hakkenden, 1877
- Szaszagava Kódzsúró, Nomura Kuranosin és Ózakaja Kihacsi, Dzsicugecuszei Kjóva Szeidan, Sintomiza, 1878
- Keori Goróemon, Ningen Bandzsi Kane no Jo no Naka, Sintomiza, 1879
- Kócsijama Szósun, Kumo ni Magou Ueno no Hacuhana, Sintomiza, 1881
- Gunnai és egy kjógen fellépő, Cucsi Gumo, Sintomiza, 1881
- Banzui Csóbe, Kivamecuki Banzui Csóbe, Harukiza, 1881
- Mocsizuki Akira, Sima Csidori Cuki no Siranami, Sintomiza, 1881
- Icsidzsó Ókura Naganari, Kícsi Hógen Szanrjaku no Maki, Icsimuraza, 1882
- Szoga Goró Tokimune, Ja no Ne, Szaruvakaza, 1882
- Fudó Mjó, Hasi Kujó Bondzsi no Mongaku, Icsimuraza, 1883
- Hódzsó Takatoki, Hódzsó Kudai Meika no Iszaosi, Szaruvakaza, 1884
- Nagauta tánc, Curu Kame, Csitoszeza, 1885
- Sizuka Gozen és Taira no Tomomori lelke, Funa Benkei, Sintomiza, 1885
- Vatónai, Kokuszenja Gásszen, Icsimuraza, 1887
- Szarasina hercegnő és Togakusi hegy emberevő félóriás nője, Momidzsigari, Sintomiza, 1887
- Szoga Goró Tokimune, Ja no Ne, Sintomiza, 1890
- Taira no Kagekijo és Rokuzó ács, Bujű no Homare Sussze Kagekijo, Kabukiza, 1891
- Tarókadzsa, Szuó Otosi, Kabukiza, 1892
- Jajoi és az oroszlán lelke, Sunkjó Kagami Dzsisi, Kabukiza, 1893
- Ógucsija Dzsihe, Otokodate Haruszame Gasza, Kabukiza, 1897
- Ómori Hikosicsi, Ómori Hikosicsi, Meidzsiza, 1897
- Fudzsivara no Sihei, Sihei no Nana Varai, Kabukiza, 1897
- Muszasibó Benkei, Kandzsincsó, Kabukiza, 1899
- Kudó Szaemon Szukecune, Kicsirei Szoga no Isizue, Kabukiza, 1903
- Ofuku no Kata, Kaszuga no Cubone és Tokugava Iejaszu, Kaszuga no Cunone, Kabukiza, 1903